# 斯維亞托耶湖 (莫斯科)
55°42′54″N 37°52′06″E / 55.715°N 37.8683°E
斯維亞托耶湖（俄语：Святое озеро），是俄羅斯的湖泊，位於該國西部，由莫斯科州負責管轄，長0.55公里、寬0.51公里，面積0.08平方公里，平均水深3米，最大水深5.1米。